# Richard Branson
Richard Charles Nicholas Branson (Blackheath (Londen), 18 juli 1950) is een Brits zakenman, de oprichter van de Virgin Group, een groep die verschillende ondernemingen onder zich heeft. Voor een volledige lijst van bedrijven, zie Virgin Group. Branson heeft, mede door zijn ADHD, onconventionele optredens en hippie-achtige uiterlijk, de reputatie van enfant terrible in het zakenleven.

## Bedrijven
Branson werd bekend door zijn Virgin Records-platenlabel, dat hij startte in 1970 – toen hij nog studeerde – en dat met de eerste plaat, gemaakt door multi-instrumentalist Mike Oldfield, meteen een wereldwijde hit scoorde. Later bracht het label werk uit van groepen als Genesis, de Sex Pistols en Culture Club. In 1979 kocht Branson Necker Island in de Britse Maagdeneilanden.
In 1984 startte Branson de luchtvaartmaatschappij Virgin Atlantic en in 1999 het  mobieletelefoonbedrijf Virgin Mobile. In 2000 bracht hij vergeefs een bod uit om de National Lottery onder zijn hoede te krijgen.
Branson staat bekend om zijn ongebruikelijke acties om zijn producten te promoten. Een voorbeeld hiervan is de slogan op de zijkant van de Airbus A340-600 van Virgin Atlantic: Mine is bigger than yours (De mijne is groter dan die van jou).
Branson heeft in verschillende televisieshows zijn opwachting gemaakt, waaronder Friends, Baywatch en Only Fools and Horses. Van november 2004 tot januari 2005 testte hij in de realityserie The Rebel Billionaire 16 kandidaten op hun talenten als ondernemer en hun avontuurlijke instelling.
Op 27 maart 2009 werd Virgin sponsor van het nieuwe Formule 1-team Brawn GP, dat ontstond nadat Honda het team niet wilde voortzetten. Ondanks dat het team wereldkampioen werd stapte Virgin een half jaar later over naar het kleine Manor Motorsport dat in 2010 voor het eerst in de Formule 1 ging racen, onder de naam Virgin Racing.

## Vliegenier
Branson heeft een aantal malen, zonder succes, geprobeerd om rond de wereld te vliegen in een luchtballon. De luchtballon, de "Virgin Atlantic Flyer", was de eerste luchtballon die ooit de Atlantische Oceaan overstak en was de grootste, 60.513 m³ in volume. De ballon haalde snelheden boven de 209 km/u.
In 1991 stak hij de Grote Oceaan over van Japan naar het noorden van Canada, een afstand van 7672 kilometer, maar omdat de afgelegde route niet de kortste was werd er een totale afstand van 10.885 kilometer afgelegd. Ook deze vlucht brak alle records met snelheden tot 394 km/u, in een ballon met een volume van 60.513 m³.
In oktober 2003 kondigde Branson aan dat hij samen met ballonvaarder Steve Fossett een poging ging wagen om het record voor een non-stopvlucht om de wereld te breken. Een nieuw vliegtuig, de GlobalFlyer, werd specifiek hiervoor gebouwd. De start vond op 28 februari 2005 plaats vanaf een 3,7 kilometer lange startbaan in Salina, Kansas, VS, met Steve Fossett als piloot.
Op 25 september 2004 kondigde Branson aan een overeenkomst te hebben gesloten, waarbij een nieuw bedrijf voor ruimtetoerisme, Virgin Galactic, het intellectuele goed van SpaceShipOne zal licenseren om uiteindelijk betalende passagiers de ruimte in te kunnen brengen. Op 27 juli 2009 toonde hij in Wisconsin voor het eerst het moederschip Eve, dat in de toekomst ruimteschepen de atmosfeer in zal sturen met aan boord betalende passagiers. Op 11 juli 2021 maakte hij een testvlucht mee als passagier naar de rand van de ruimte op 86 km hoogte.

## Onderscheidingen
In 1993 kreeg Branson een eredoctoraat in Technology van de Universiteit van Loughborough.
In 1999 werd hij door koningin Elizabeth II geridderd tot Knight Bachelor voor zijn zakelijk instinct en de energieke manier waarop hij het Verenigd Koninkrijk vertegenwoordigt.
In 2018 kreeg Branson een ster op de Hollywood Walk of Fame in de categorie Recording.

## Publiek optreden
Richard Branson gaf op de TED-bijeenkomst van maart 2007 een presentatie over zijn motivaties, hoogte- en dieptepunten.
Op 20 januari 2009 was Richard Branson in Nederland te gast op de Big Improvement Day 2009.
Op 27 oktober 2011 was hij te gast in het televisieprogramma College Tour (uitgezonden op 19 november 2011).
Op 6 mei 2012 deed Richard Branson een 'Questions & Answers'-sessie in de Antwerpen Stadsschouwburg, geïnterviewd door Marlène de Wouters en enkele Belgische entrepreneurs zoals onder anderen Davy Kestens (Sparkcentral), Ann Decuyper en Katleen van Speybroeck (Chocolate Queen), Bart Becks (SonicAngel en FilmAngel.TV in samenwerking met Maurice Engelen), Kristof Mertens (Porphyrio in samenwerking met Bart Kemps), Arnoud Raskin (Mobile School en StreetwiZe). De organisatie was in handen van Flanders DC en AWDC "Antwerp World Diamond Centre". Kunstenaar Peter Engels schilderde het live portret van Branson (geveild ten voordele van Virgin Unite op 20 juni 2012). Op 4 oktober 2012 was hij voor één dag redacteur van Metro, een Belgische krant.
In februari 2019 organiseerde Richard Branson met twee Colombiaanse ondernemers het benefiet Venezuela Aid Live. Het doel van het concert was geld ophalen voor humanitaire hulp aan het noodlijdende Venezuela en de regering-Maduro onder druk zetten die toe te laten.
Ook had Branson cameorollen in bekende televisieshows zoals Friends en The Simpsons, en in enkele films.

## Sport
Richard Branson is een fervent kitesurfer. Hij was betrokken bij de start van het jaarlijkse Kite Jam-evenement op de Britse Maagdeneilanden. Richard Branson is de oudste mens die kitesurfend het Kanaal is overgestoken.
Op zondag 1 juli 2012 kitesurfte hij in 3 uur en 45 minuten vanuit Dymchurch in het Britse graafschap Kent naar Pointe aux Oies in Noord-Frankrijk.
Hij is niet de snelste kitesurfer die het Kanaal overstak. Dat wereldrecord vestigde Bransons zoon Sam een dag eerder. Die deed er 2,5 uur over en verbrak daarmee het record uit 1999 dat op 2 uur en 42 minuten stond.
In augustus 2010 deed Branson ook al een poging om kitesurfend het Kanaal over te steken. Die poging mislukte door te sterke wind en een woelige zee.